# Gisipa
Gisipa (łac. Diocesis Gisipensis) – stolica historycznej diecezji w Cesarstwie rzymskim w prowincji Afryka Prokonsularna, sufragania metropolii Kartagina. Współcześnie w Tunezji. Obecnie katolickie biskupstwo tytularne.

## Biskupi tytularni
| Lp. | Biskup                        | Funkcja                                     | Od                | Do                   |
| --- | ----------------------------- | ------------------------------------------- | ----------------- | -------------------- |
| 1   | Basil Salvador Theodore Peres | biskup koadiutor Mangalore (Indie)          | 3 lipca 1952      | 4 stycznia 1955      |
| 2   | Pablo Correa León             | biskup pomocniczy Bogoty (Kolumbia)         | 10 listopada 1956 | 22 lipca 1959        |
| 3   | Pierre Rougé                  | biskup koadiutor Nîmes (Francja)            | 28 listopada 1959 | 20 czerwca 1963      |
| 4   | Paul Nguyen-Ðình Nhiên        | biskup koadiutor Vinh (Wietnam)             | 5 lutego 1963     | 24 marca 1969        |
| 5   | Diego Padrón                  | biskup pomocniczy Caracas (Wenezuela)       | 4 kwietnia 1990   | 7 maja 1994          |
| 6   | Gerald Barbarito              | biskup pomocniczy Brooklynu (USA)           | 28 czerwca 1994   | 26 października 1999 |
| 7   | Arnold Orowae                 | biskup pomocniczy Wabag (Papua-Nowa Gwinea) | 14 grudnia 1999   | 19 października 2004 |
| 8   | Eduardo Pinheiro da Silva     | biskup pomocniczy Campo Grande (Brazylia)   | 2 marca 2005      | 22 kwietnia 2015     |
| 9   | Dennis Villarojo              | biskup pomocniczy Cebu (Filipiny)           | 3 lipca 2015      | 14 maja 2019         |
| 10  | Vitorino Soares               | biskup pomocniczy Porto (Portugalia)        | 17 lipca 2019     |                      |